# Crédito
Crédito – waluta lokalna, która pojawiła się 1 maja 1995 w Bernalu koło Buenos Aires w Argentynie w czasie wyprzedaży garażowej, będąca jedną z pierwszych walut lokalnych rynków barterowych (mercados de trueque), które pojawiły się w trakcie argentyńskiego kryzysu ekonomicznego.
Operatorem tej waluty był Red Global de Clubes de Trueque Multirecíproco (RGT). Waluta została uruchomiona jako Lokalny System Wymiany i Handlu (LETS), ale wkrótce została zastąpiona pieniądzem drukowanym, by ponownie wrócić do idei LETS jako nodine (od no dinero, czyli nie pieniądz). Ostatecznie funkcjonowała pod nazwą Crédito.
RGT funkcjonowało jako chaotyczna sieć punktów barterowych obsługujących klientów z klasy średniej, którzy zostali bezrobotnymi w czasie recesji w późnych latach 90. ubiegłego stulecia. Kluby RGT nie miały centralnej administracji ani wsparcia prawnego. Każdy z nich indywidualnie decydował, czy akceptować kredyty innych klubów. Nie wszystkie z nich emitowały własne kredyty. Zwykle wydawano 30 do 50 kredytów na osobę. W późniejszym okresie kluby łączyły się w strefy, które, zamiast indywidualnych klubów były emitentami kredytów. Chaotyczna struktura pozwoliła na szybki wzrost, ale umożliwiła też łatwe defraudowanie funduszy.
Crédito był walutą powiązaną z argentyńskim peso, które to było trwale powiązane z amerykańskim dolarem. Szacowana wartość obrotu dóbr i usług w roku 2000 to 400 milionów dolarów.
W lipcu 2002 poziom bezrobocia w Argentynie wynosił ponad 20% i około 7% społeczeństwa uczestniczyło w programie RGT.
System był wykorzystywany w całym kraju i początkowo funkcjonował dobrze. Jednak podczas pogarszania się sytuacji ekonomicznej coraz więcej ludzi dołączało do klubów RGT, a większość członków wydawała swoje kredyty nie oferując w zamian odpowiednich umiejętności, czy towarów. System cierpiał na hiperinflację jak również z powodu oszustw.